# Йохан VI (Насау-Диленбург)
Йохан VI фон Насау-Диленбург Стари (на немски: Johann VI von Nassau-Dillenburg, der Ältere; * 22 ноември 1536, Диленбург; † 8 октомври 1606, Диленбург) е щатхалтер на Гелдерландия от 1578 до 1581 г. и граф на Насау-Диленбург (1559 – 1606).

## Живот
Той е вторият син на граф Вилхелм „Богатия“ фон Насау (1487 – 1559) и втората му съпруга графиня Юлиана фон Щолберг (1506 – 1580), вдовица на граф Филип II фон Ханау-Мюнценберг (1501 – 1529), дъщеря на Бото фон Щолберг (1467 – 1538) и графиня Анна фон Епщайн-Кьонигщайн (1482 – 1538).
Йохан VI управлява от 1559 г. Насау-Диленбург и е определен за „най-добрия регент, който някога е имал Насау“.
Йохан VI следва в Страсбург. По-големият му брат Вилхелм Орански наследява Княжество Орания и Йохан наследява баща си през 1559 г. в немските му собствености. През 1561 г. Йохан наследява и Насау-Байлщайн.

## Фамилия
Първи брак: през 1559 г. в Диленбург с Елизабет фон Лойхтенберг (1537 – 1579), дъщеря на ландграф Георг фон Лойхтенбергг и Барбара фон Бранденбург-Ансбах-Кулмбах. Двамата имат единадесет деца:
- Вилхелм Лудвиг (1560 – 1620), щатхалтер на Фризия (Гронинген)
∞ 1587 Анна фон Ораниен-Насау (1563 – 1588)
- Йохан (1561 – 1623), Средния
∞ 1. 1581 графиня Магдалена фон Валдек (1558 – 1599)
∞ 2. 1603 принцеса Марагрета фон Шлезвиг-Холщайн-Зондербург-Пльон (1583 – 1658)
- Георг (1562 – 1623)
∞ 1. 1548 Анна Амалия фон Насау-Саарбрюкен (1565 – 1605)
∞ 2. 1605 графиня Амалия фон Сайн-Витгенщайн (1585 – 1633)
- Елизабет (1564 – 1611)
∞ 1. 1583 Филип фон Насау-Саарбрюкен (1542 – 1602)
∞ 2. 1603 граф Волфганг Ернст I фон Изенбург-Бюдинген (1560 – 1633)
- Юлиана (1565 – 1630)
∞ 1. 1588 Вилд-и Рейнграф Адолф Хайнрих фон Салм-Даун (1557 – 1606)
∞ 2. 1619 граф Йохан Албрехт I фон Золмс-Браунфелс (1563 – 1623)
- Филип (1566 – 1595)
- Мария (1568 – 1625)
∞ 1588 граф Йохан Лудвиг I фон Насау-Висбаден (1567 – 1596)
- Анна Сибила (1569 – 1576)
- Матилда (1570 – 1625)
∞ 1592 граф Вилхелм V фон Мансфелд-Арнщайн (1555 – 1615)
- Ернст Казимир (1573 – 1632), щатхалтер на Фризия и Гронинген
∞ 1607 херцогиня София Хедвиг фон Брауншвайг-Волфенбютел (1592 – 1642)
- Лудвиг Гюнтер (1575 – 1604, убит пред Слойс)
∞ 1601 графиня Маргарета фон Мандершайд-Бланкенхайм (1575 – 1606)

Втори брак: на 13 септември 1580 г. в Диленбург с пфалцграфиня Кунигунда Якобея фон Пфалц (1556 – 1586), дъщеря на курфюрст Фридрих III фон Пфалц (1515 – 1576) и Мария фон Бранденбург-Кулмбах. Чрез нея той приема вярата калвинизъм. Йохан VI и Кунигунда Якобея имат две дъщери:
- Мария Амалия (1582 – 1635)
∞ 1600 граф Вилхелм I фон Золмс-Браунфелс-Грайфщайн (1570 – 1635)
- Кунигунда (1583 – 1584)

Трети брак: през 1586 г. в Берлебург с графиня Йоханета фон Сайн-Витгенщайн (1561–1622), дъщеря на граф Лудвиг I фон Зайн-Витгенщайн (1532 – 1605) и първата му съпруга Анна фон Золмс-Браунфелс (1538 – 1565), с която има децата:
- Георг Лудвиг (1588 – 1588)
- Йохан Лудвиг, княз на Насау-Хадамар (1590 – 1653)
∞ 1617 графиня Урсула фон Липе (1598 – 1638)
- Йоханета Елизабет (1593 – 1654)
∞ 1616 граф Конрад Гумпрехт фон Бентхайм-Текленбург (1585 – 1618)
- Анна (1594 – 1660)
∞ 1619 граф Филип Ернст фон Изенбург-Бюдинген (1595 – 1635)
- Магдалена (1595 – 1633)
∞ 1624 граф Георг Албрехт I фон Ербах (1597 – 1649)
- Анна Амалия (1599 – 1667)
∞ 1648 граф Вилхелм Ото фон Изенбург-Бюдинген (1597 – 1667)
- Юлиана (1602 – 1602)